# Tsitsit

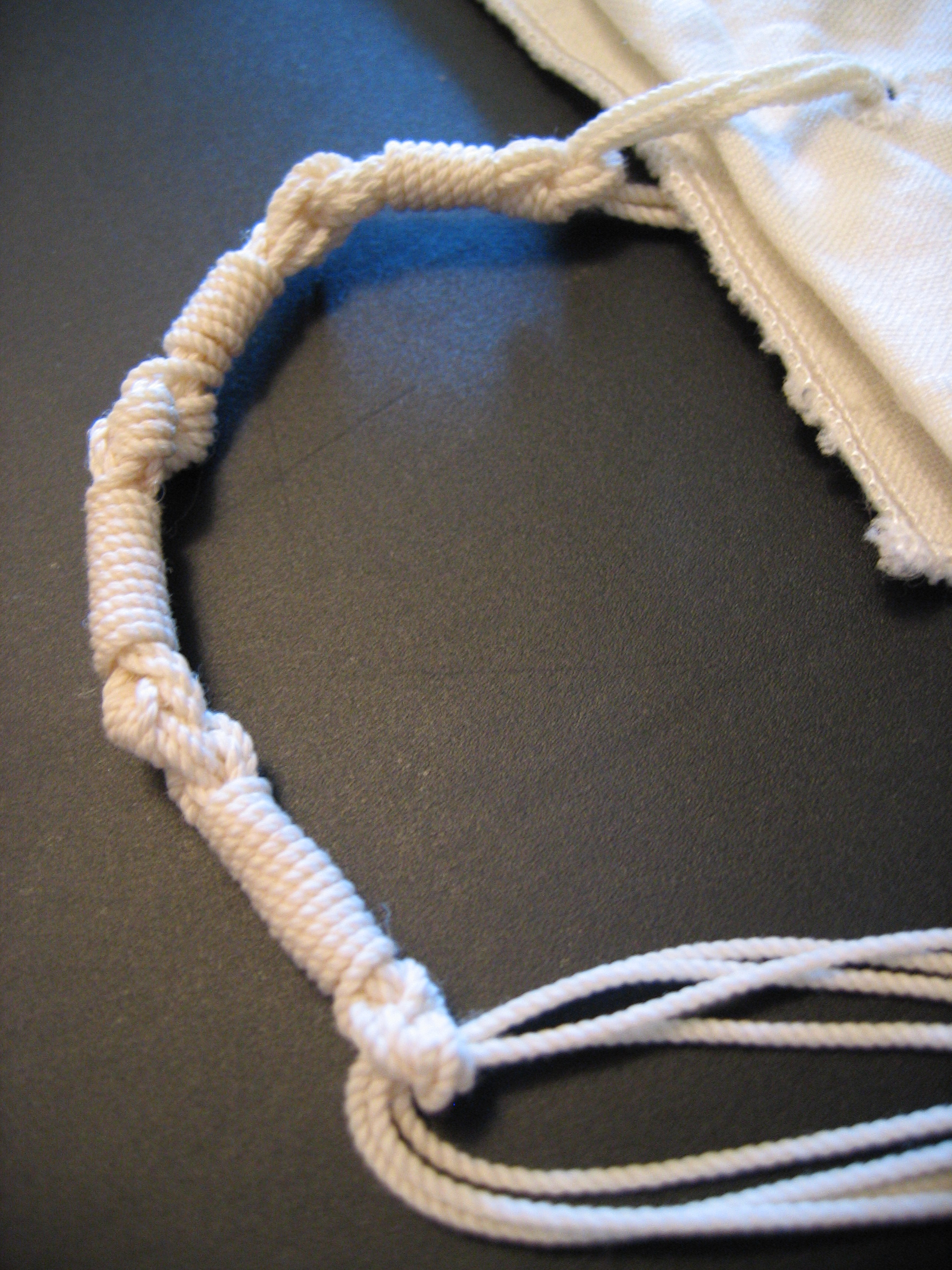

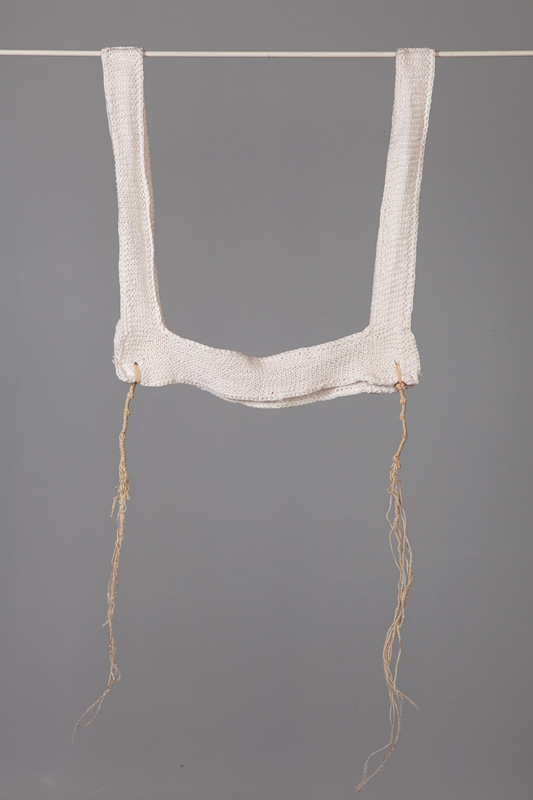
Kanfot arba (talit katan) tricoté avec des tzitzit usés (2 sur 4), Bâle, des années 1930, dans la collection du Musée juif de Suisse.

Les tsitsits (tzitzis ou tsitsis selon la prononciation ashkénaze ; hébreu biblique : ציצת ; hébreu mishnaïque : ציצית) sont des "franges" ou "tresses" façonnées au coin des vêtements, souvent retrouvées sur les bords du Talit. Les Juifs observants portent des vêtements munis de tsitsit afin de se conformer à une prescription biblique. Dans le judaïsme orthodoxe, le tsitsit n'est porté que par les hommes
. En outre les Samaritains ne les portent plus en signe de deuil après la destruction de leur second Temple au sommet du Mont Garizim par Alexandre le Grand.

## Origine et pratique
La Torah dit dans Nb 15,38 : « Parle aux enfants d'Israël, et tu leur diras de se faire des tsitsit aux coins de leurs vêtements, à travers leurs générations, et ils mettront sur le coin de chaque tsitsit un fil de tekhelet. »
Dt 22,12 le rappelle : « Tu mettras des franges aux quatre coins du vêtement dont tu te couvriras. »
Diverses raisons sont données pour cette prescription, à commencer par la Torah elle-même : « Afin que vous vous rappeliez tous les commandements de Dieu, et les réalisiez, et que vous ne suiviez pas les désirs de vos cœurs et de vos yeux pour vous laisser entraîner à l’infidélité. Vous vous souviendrez ainsi de Mes commandements, vous les mettrez en pratique, et vous serez saints pour votre Dieu. Je suis l’Éternel, votre Dieu, qui vous ai fait vous élever du pays d’Égypte, pour être votre Dieu. Je suis l’Éternel, votre Dieu » (Nombres 15:39-41). Rachi, commentant ces versets, fait observer que la guematria de tsitsit (tel que l'écrit la Mishna) est de 600, ajoutez-y les 8 fils et les 5 nœuds qui forment chaque tzitzah et vous obtenez le nombre de 613 mitzvot. Moïse Maïmonide (Commentaire sur Pirké Avot 2:1) l'inclut parmi les prescriptions majeures, avec la brit milah (circoncision) et le korban pessa'h (sacrifice de l'agneau pascal).
De nos jours, les tsitsit ne sont plus attachés qu'au talit, le châle de prière juif. Ceci est en partie dû au fait que les vêtements ne comportent plus quatre coins, et que les franges ne sont donc plus nécessaires.

« ...Mais celui qui tourne (Teshouva) vers Dieu mérite de s'accrocher à Lui, tout comme les Tsitsit s'accrochent à un vêtement »

— Nahman de Bratslav, Likutey Moharan I, 8:9
Les Juifs traditionnels portent un talit katan ("petit châle") en toute heure de la journée afin de respecter le commandement, certains considérant qu'il s'agit d'une transgression que de manquer un commandement que l'on serait en mesure d'accomplir. Le talit katan est souvent appelé tzitzit lui-même, bien que le nom ne se rapporte techniquement qu'aux franges.

## Interprétation ésotérique juive
« La Torah, ça veut dire... l'homme. »

Selon la Kabbale, les cinq nœuds du tsitsit correspondent aux cinq premiers mots du Shema, qui dans la religion juive est la « déclaration de foi ». Les tsitsit correspondent également à la foi, en fait ils représentent toutes les Mitzvot, d’où toute la Torah. Les Tsitsit ont 32 brins et c'est la valeur numérique du mot hébreu qui signifie « cœur », ici translittéré : LEV. Considérant que le sixième mot du premier verset du Shema est « Echad » ou « Un » en référence à Dieu, nous déduisons à la fois l'indivisibilité entre Dieu, la Torah et le peuple juif, et la totalité de chaque juif en tant que fidèle dévot selon une nature spirituelle intrinsèque à sa propre vie terrestre et ultratterrène ou à la fois matérielle et éternelle. Cela signifie donc que, comme l'âme est la source de la vie du corps, la matérialité peut être élevée au niveau de la sainteté, c'est-à-dire du caractère sacré ; pour cette raison, les Mitzvot et la Torah sont le royaume du sacré pour le peuple juif afin d'obtenir une plus grande proximité avec Dieu, en leur permettant de Se manifester. Cela signifie que les Mitzvot et l'ensemble des Écritures de la Torah, tous les individus du peuple juif peuvent être en corrélation avec les nombreux nœuds avec les fils du Tsitsit mais, puisque le Tsitsit représente également le Nom de Dieu composé précisément de quatre lettres, alors Dieu est Un de même que l'unité du peuple juif et l'intégrité de la vérité.

## Tekhelet

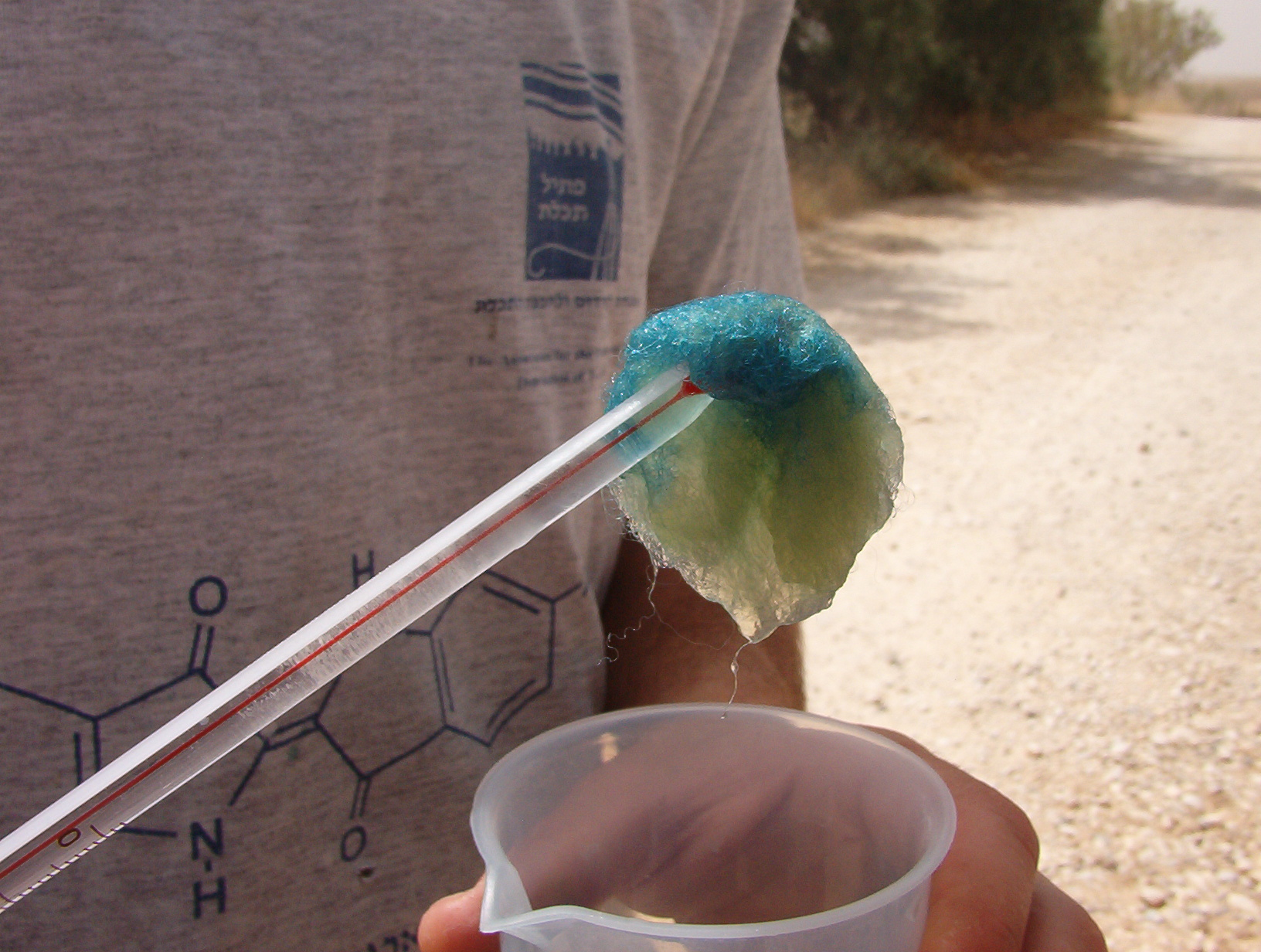
Laine teintée en Tekhelet.

Le tekhelet est une tonalité très particulière de bleu-indigo qui était obtenue à partir d'un mollusque marin appelé « chilazon » (en hébreu moderne, חילזון . Chilazon désigne un escargot), et qui était utilisé pour teindre l'un des fils dans les franges des vêtements (tsitsis). La recette de fabrication de ce « tekhelet » s'est perdue et l'identification exacte de l'animal utilisé n'est plus connue avec certitude. (Certains proposent le « Murex trunculus » ou « rocher fascié », d'autres la seiche Discuter). Cette couleur « tekhélèth » se retrouve dans la description officielle du Drapeau d'Israël : « Le fond est blanc sur lequel sont deux bandes tekhélèth foncée... »